# Wilhelm Denhard (Politiker)
Wilhelm Friedrich Denhard (* 3. Dezember 1807 im Kreis Wetzlar; † 18. Juli 1879) war ein deutscher Politiker.

## Leben
Nachdem Denhard drei juristische Examen absolviert hatte, wurde er Regierungs- und Obergerichtsrat der Fürstlich Solmsischen Regierung Braunfels. Später lebte er in der Stadt Stralsund, zu deren Bürgermeister er am 6. Juli 1865 berufen wurde. Vom 8. September 1866 bis zu seinem Tod 1879 war er Abgeordneter des Preußischen Herrenhauses, wo er der liberalen Fraktion angehörte.